# Simultankirche Galkhausen

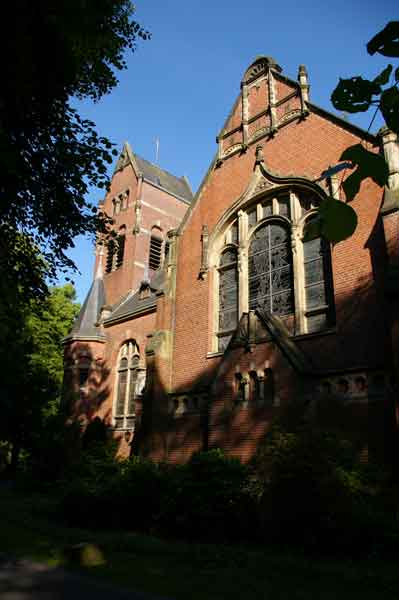
Simultankirche der Rheinischen Kliniken Langenfeld

Die Simultankirche Galkhausen – auch LVR-Klinik-Kirche genannt – in Langenfeld-Reusrath, Ortslage Galkhausen, ist eine Kirche für die beiden großen Konfessionen.

## Zum Bauwerk
Inmitten einer Zentralachse durch das Gelände von der B 8 in Richtung Nordosten hin, liegt die Anstaltskirche, ein Gotteshaus für beide Konfessionen, Simultankirche oder Simultaneum genannt. Sie bietet 300 Sitzplätze und ist, weil beiden Konfessionen dienend, mit zwei Sakristeien, ferner mit Altar, Kanzel und Orgel ausgestattet. Ihre drei Bochumer Gussstahlglocken geben ein schönes Geläute, vermerkte der Chronist bei Einweihung der Kirche. Auch ist im Turm eine Uhr untergebracht, welche die ganzen, halben und viertel Stunden schlägt. Der erste Gottesdienst in der heute unter Denkmalschutz stehenden Simultankirche wurde am 30. November 1902 gehalten.
Die Gedenktafel der im Jahre 2002 ausgezeichneten Kirche vermerkt als Besonderheiten zudem die aus der Zeit der Jahrhundertwende (zum 20. Jahrhundert) stammenden Chorfenster, die den Gang nach Emmaus darstellen. Auch nehme das im Jahre 1901 gegossene und gut erhaltene Stahlgeläute in der rheinischen Glockenlandschaft eine herausragende Stellung ein. Vermerkt werden weiter eine erfolgte Renovierung des Schieferdaches und die Wiederherstellung der Ausmalung. Zudem wurden im Jahre 2002 Instandsetzungsarbeiten am Geläute sowie der Wiedereinbau einer Turmuhr durchgeführt.

## Geschichte
Der erste Gottesdienst in der heute unter Denkmalschutz stehenden Simultankirche wurde am 30. November 1902 gehalten. Noch heute finden regelmäßig Gottesdienste in der Kirche statt.

## Denkmalschutz
Die Simultankirche Galkhausen ist als Baudenkmal in Langenfeld (Rheinland) geschützt. (Nr. B 052 – Aktenzeichen 514-41-21.2 der Liste der Baudenkmäler in Langenfeld)

## Sanierung
Der Förderverein der LVR-Klinik hat 2014 mit einer Spendensammlung begonnen, um die notwendigen Sanierungsarbeiten an der LVR-Klinik-Kirche durchführen zu lassen. Die katholische, wie die evangelische Kirche, haben bislang Zuschüsse zu den Sanierungsarbeiten abgewiesen und möchten die Kirche lieber schließen.

## Fotos

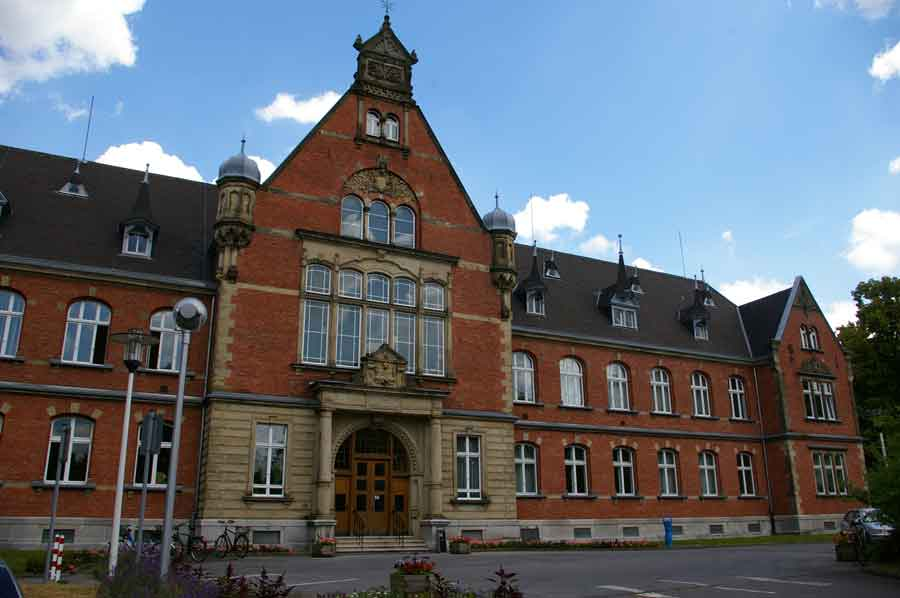
Hauptgebäude der Rheinischen Kliniken in Galkhausen
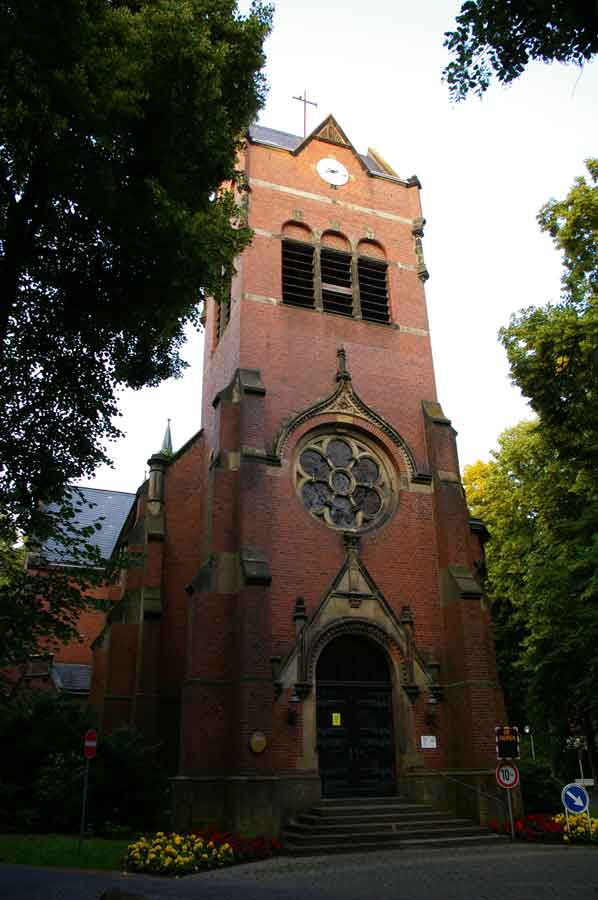
Turm der Kirche in Galkhausen
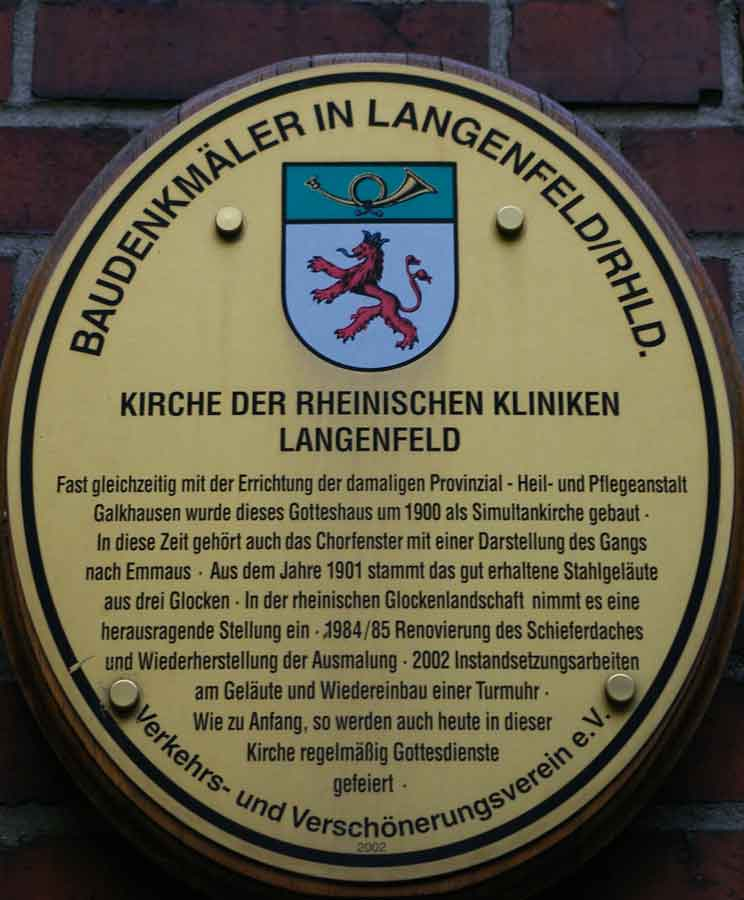
Gedenktafel Simultankirche
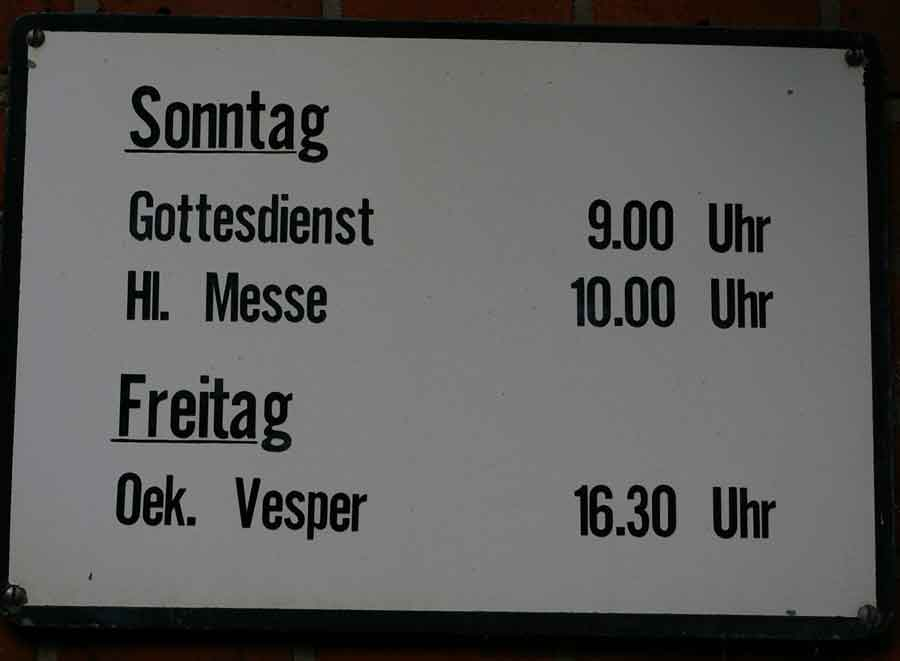
Tafel zu den Gottesdiensten